# جنایت‌های شخصی
جنایت‌های شخصی (ایتالیایی: Delitti privati) یک مینی‌سریال ایتالیایی به کارگردانی سرجو مارتینو است که در سال ۱۹۹۳ منتشر شد.

## بازیگران
- ادویژ فنش
- ری لاولاک
- گودرون لاندگربه
- لورنزو فلاهرتی
- آنی ژیراردو
- پائولو مالکو
- چینتسیا د پونتی
- کارلو مونی
- ویتوریو بلودره
- لورن ترزیف
- ژاک پرن
- گابریله فرزتی
- آلیدا والی